# Proagopertha ohbayashii
Proagopertha ohbayashii är en skalbaggsart som beskrevs av Shuhei Nomura 1965. Proagopertha ohbayashii ingår i släktet Proagopertha och familjen Rutelidae. Inga underarter finns listade i Catalogue of Life.